# Девятнин, Василий Николаевич
Васи́лий Никола́евич Девя́тнин (эсп. Vasilij Nikolajeviĉ Devjatnin; 1862, Орловская губерния — 28 марта 1938, Ленинград) — русский эсперантист, педагог, переводчик и поэт.

## Биография

### Рождение
Родился в 1862 году в Орловской губернии, где и провёл всё своё детство.

### Образование
В возрасте десяти лет Василий начал посещать классическую гимназию в Орле. Позднее его родители перебрались в Киев, где Василий закончил гимназическое обучение и стал студентом Нежинского филологического института. В 1887 году, будучи студентом, Василий женился, а в 1888 году стал преподавателем латинского языка и русской литературы, сначала в гимназии в Киеве, позднее в Вильно.

### Деятельность в литературе эсперанто
Ещё находясь в Киеве, Василий выучил искусственный язык волапюк.
Согласно «Энциклопедии эсперанто» Девятнин выучил эсперанто в 1891 году, но эти данные не подтверждаются документально. Через месяц изучения эсперанто Василий овладел языком настолько хорошо, что перевёл «Ангела» М. Ю. Лермонтова. Этот перевод понравился Л. Л. Заменгофу, который опубликовал его в сентябрьском номере журнала «La Esperantisto» за 1892 год. Чуть позднее произошло и личное знакомство с Заменгофом, переросшее в многолетнюю дружбу. С того времени Девятнин постоянно присылал свои переводы и стихи для журнала «La Esperantisto», став его постоянным автором.
Обладая незаурядной энергией, Девятнин не ограничивался только публикацией стихотворений. Например, в конце 1892 года, Василий Николаевич, вместе с эсперантистами из Вильно, подготовили календарь на 1893 год с подробными данными об эсперанто. Всего в 1892 году Девятнин издал на эсперанто пять произведений: «Ангел», «Весна», «Преподаватель-мимист», «Невольный убийца», «Игрушка судьбы». В том же году Девятнин подготовил перевод «Бориса Годунова» А. С. Пушкина, а издание этого сочинения взяло на себя петербургское общество «Эсперо».
В 1893 году Девятнин дополнил эсперантскую литературу следующими сочинениями переводными и написанными в оригинале на эсперанто: «Артур», «Гусар», «Четыре времени года», «Свободный человек», «Отчизна», «На улице», «Прекрасна звёздная ночь», «Узник» и «Дуб».
В 1894 году им были написаны: «Она весела», «Гетман», «Женитьба», «Тринадцатый номер». Василий Николаевич подготовил манускрипт Лермонтовского «Демона», который вышел в 1894 году. В конце 1894 года Девятнин закончил перевод пушкинской «Полтавы» и приступил к переводу шекспировского «Отелло». В 1894 году из печати вышли переводы «Демона» и «Бориса Годунова».
В 1903 году Заменгоф издал собрание анекдотов, сказок, рассказов, статей об эсперанто, а также 70 поэм на эсперанто в колоссальном своём труде «Фундаментальная Хрестоматия». В этот сборник также вошли и переводы Девятнина.
В 1905 году Василий Николаевич принял участие в I всемирном конгрессе эсперантистов, проходившем в Булонь-сюр-Мер.
В 1906 году Девятнин издаёт два тома своих сочинений на эсперанто.
Обладая огромной опытом, практикой, как письменной, так и устной, в использовании языка эсперанто, Девятнин на протяжении шести лет с 1908 по 1914 входил в состав Языкового комитета.
В 1907 году в Вильна Девятнин знакомится с одним из самых ярких сторонников языка эсперанто Александром Андреевичем Сахаровым. Знакомство перерастает в многолетнее сотрудничество, приносившее обоюдную пользу: Девятнин получил возможность публиковать свои произведения в журнале «La Ondo de Esperanto», издававшемся Сахаровым. Девятнин издавал свои произведения в форме сборников, а Сахаров, распродавая произведения Девятнина, имел небольшой доход, а эсперантская публика имела возможность убедиться, что язык жив и развивается. Так, например, в конце 1908 года Сахаров издаёт третий том произведений Девятнина. Сахаров понимая, что оригинальными произведениями не вызвать интерес у неэсперантской публики, хотел перевести мировой шедевр Льва Николаевича Толстого «Война и мир», но понимал, что у них для этого недоставало имеющихся возможностей. Поэтому, решили перевести другое большое трёхтомное сочинение того же автора «Анну Каренину». Работа была поделена между Сахаровым, Менцелем и Девятниным: каждый должен был перевести один том. Сахаров и Девятнин свою часть работы выполнили, Менцель же перевёл только половину тома и тем самым свёл на нет усилия двух первых переводчиков. До сих пор не известно, сохранились ли рукописи переводов этого произведения подготовленные тандемом Сахаров-Девятнин.
В 1910 году Девятнин окончательно ушёл с казённой службы и по приглашению Сахарова поступил на службу в его предприятие на твёрдое жалованье.
Именно на этот период падает пик эсперантской активности Василия Николаевича. В 1909—1911 годах он переводит произведения Пушкина, Гоголя, Крылова; издаёт 4-й том своих произведений. В 1910 году, в Петербурге, при непосредственном участии Тимофея Щавинского, было образовано литературное общество эсперантистов «Зелёный Луч». Конкретным плодом этого общества был выпуск в 1912 году первого и последнего одноимённого журнала, не имевшего продолжения. В «Зелёном Луче», в раздел «Поэзии», включены произведения Заменгофа, Дешкина, Шринда, Прива, Грабовского и Девятнина.
На VII всемирном конгрессе эсперантистов, проходившем в Антверпене в 1911 году, Девятнин удостаивается первой премии в литературном конкурсе за произведение «Нарцисс», написанное в оригинале на эсперанто.
В Париже Девятнин создаёт кружок эсперантистов любителей драматического искусства Zamenhofa Artista Adeptaro.
На юбилейный конгресс 1912 года, проходившем в Кракове, Василий Николаевич предпринял пешее путешествие. Перед тем, как покинуть Париж Девятнин поделился своим предложением с местными эсперантистами, которые подняли на смех эту идею. Но убедившись, что Девятнин не собирается отступать, ему помогли с информационным сопровождением. В местных газетах появились статьи с сенсационным сообщением, что группа эсперантистов собирается пешком дойти до Кракова, где будет проходить VIII всемирный конгресс эсперантистов.
Проходя по Германии, Девятнин и турецкий эсперантист Романо, посетив Мюнхен, знакомятся там с банкиром Шюлером, который задумал построить в окрестностях Мюнхена «Город-парк Эсперанто». На этом же конгрессе была инсценирована комедия Чехова «Медведь» в переводе Девятнина.
В 1912 году была выпущена грампластинка с записанными произведениями Заменгофа «Молитва под зелёным знаменем» и стихотворением Девятнина «Белая вуаль». В том же году Парижское издательское общество эсперантистов выпустило 12-страничную поэму Тараса Шевченко «Катерина» переведённую с украинского языка Василием Девятниным.
Грампластинка и поэма вышли без прямого участия Василия Николаевича так как он в период 1912—1914 годов работал над исполнением проекта «Город-парк Эсперанто». Но после смерти банкира, его наследники свернули проект.

### Заграничный период
В 1914 году Василий Николаевич уехал в Лейпциг, где располагался Саксонский институт эсперанто. Там он написал весьма важный учебник «Эсперанта Афиксаро» («Эсперантские суффиксы и приставки»), а также по особому поручению перевёл сочинение Великого князя Константина Константиновича «Царь Иудейский».
Из Лейпцига Девятнин и другие эсперантисты поездом отправились в Париж на X всемирный конгресс эсперантистов 1914 года, но из-за разразившейся Первой мировой войны были остановлены на границе с Францией. Девятнин, будучи российским подданным, был арестован и отослан в лагерь для военнопленных в Траунштайне под Мюнхеном. Там он провёл четыре года, распространял язык эсперанто, преподавая его военнопленным и младшим чинам германской армии. За это он пользовался маленькими поблажками: он имел меблированную комнату, свободный пропуск и получал месячное жалованье.

### Возвращение на Родину
По окончании Первой мировой войны в 1918 году Девятнин был отослан в Петроград, где он по прибытии получил должность преподавателя в сиротском доме, а позднее и председателя педагогического совета. В Петрограде Девятнин находился вплоть до 1922 года.

### Гибель
По скупым данным известно, что Василий Николаевич Девятнин умер в 1938 году в Гаграх (Абхазия), предположительно от заражения крови. Его могила до сих пор не найдена.

### Семья
У Василия Николаевича было трое детей. Старший сын – Девятнин Владимир Васильевич родился в 1892 г. и умер в сентябре 1964 г. Похоронен в Днепродзержинске, Днепропетровской области.
Второй сын – Девятнин Василий Васильевич родился 24 апреля 1894 г. в Вильно. В 1930 г. арестован органами ОГПУ, а в 1936 г., после отбытия срока, не вернулся в Киев, а поселился в Бердянске, вместе со своей супругой Анной Рувимовной Заславской. В годы Великой Отечественной войны Василий Васильевич, бывший штабс-капитан царской и деникинской армии, несмотря на то, что был вице-губернатором Бердянска, был расстрелян вместе с супругой и другими евреями. Расстрелян немцами, ориентировочно в марте-мае 1942 г., скорее всего в районе 43-го военного завода. К слову сказать, Василий Васильевич был не просто расстрелян, а сам пошёл с Анной Рувимовной на расстрел, по доброй воле (Девятнины были русскими по национальности). Это стало известно лишь после изучения архивов КГБ (Службы Безопасности Украины), архивов Запорожья, Бердянска, Киева.
О третьем сыне неизвестно практически ничего. Известно лишь, что он увлекался театром (был актёром) и в 1917 г. ушёл с бродячей труппой по России на гастроли (данные есть, скорее всего, в Вильнюсе).
Внук Девятнина – Дмитрий Григорьевич Кравченко, директор Киево-Печерского лицея № 171 «Лидер», кандидат философских наук, Заслуженный работник образования Украины.